# Frank Affolter
Frank Affolter (Amsterdam, 14 november 1957) is zanger, pianist, componist en theaterproducent.

## Biografie
Gedurende zijn carrière heeft Affolter veel met zijn zus Heddy Lester gewerkt. In 1977 schreef hij samen met Wim Hogenkamp voor haar De mallemolen en zij bereikte hiermee de twaalfde plaats op het Eurovisiesongfestival. Er kwam vervolgens een LP uit van Heddy (Deel van m'n bestaan), die werd gearrangeerd en geproduceerd door Ruud Bos.
Vervolgens schreven Hogenkamp en Frank nog verschillende soloprogramma's voor haar.
In 1979 waren Heddy en Frank de eerste winnaars van de Pall Mall Export Prijs voor hun programma Als Niemand Het Doet.
In 1986 scoorde Affolter zelf een bescheiden hit met The way to love / Het is nog niet te laat. Eind jaren 80 en begin jaren 90 zong hij de Nederlandse titelsongs van de Disney-series Ducktales, Darkwing Duck en De nieuwe avonturen van Winnie de Poeh. In 1991 componeerde hij alle muziek voor de afstudeerfilm De tranen van Maria Machita van Paul Ruven, met o.a. Ellen ten Damme, Jacques Herb, Heddy Lester en Ali Çifteci in de hoofdrollen. Deze film werd bekroond met een Tuschinski Award en een Gouden Kalf in de categorie Beste korte film. In 1993 was hij componist en producent van het lied Samen Verder dat speciaal werd geschreven voor een project tegen racisme en waarvoor vele bekende Nederlandse artiesten bij elkaar kwamen om hun bijdrage te leveren. In 1996 kwam zijn eerste solo-cd uit: Hold On waarvoor hij alles componeerde, produceerde en zong. Van deze cd kwam de single Haven't we been warned enough.
Affolter was muzikaal leider van verschillende amateurkoren en in die hoedanigheid schreef hij de musicals Getikt en Uit de Schaduw. Dit resulteerde in 2003 in z'n eerste professionele musical, die hij ook zelf produceerde: Alleen Op De Wereld.
De muziek van Frank én actrice Hilke Bierman werden genomineerd voor de John Kraaijkamp Musical Award 2004.
In 2005 kwam hij met Merlijn en het mysterie van Koning Arthur.
Op zondag 18 maart 2007 ging de voorstelling 10 Duizend Zakdoeken in première, een hommage aan zijn ouders, die tijdens de Tweede Wereldoorlog beiden het Concentratiekamp Vught - waar ze elkaar hadden leren kennen - overleefden.
In het najaarsseizoen van The Voice Senior heeft Affolter de halve finales gehaald. Hij koos voor het team van Ilse DeLange.

## Discografie

### Singles
| Single met eventuele hitnotering(en) in de Nederlandse Top 40 | Datum van verschijnen | Datum van binnenkomst | Hoogste positie | Aantal weken | Opmerkingen |
| ------------------------------------------------------------- | --------------------- | --------------------- | --------------- | ------------ | ----------- |
| The way to love / Het is nog niet te laat                     |                       | 12-4-1986             | 30              | 4            |             |
| Haven't we been warned enough                                 | 1996                  |                       |                 |              |             |

## Wetenswaardigheden
- Frank is een zoon van Louise de Montel